# Fallin' in or Not feat.SEAMO
「Fallin' in or Not feat.SEAMO」（フォーリン・イン・オア・ノット・フィーチャリング・シーモ）は、中林芽依の3作目のシングル。2006年9月27日にユニバーサルシグマから発売された。

## 解説
- 前作「Sympathy」より約1年ぶりのリリース。
- 表題曲「Fallin' in or Not feat.SEAMO」は、中林の同郷名古屋の先輩に当たるSEAMOをフィーチャリングした楽曲。ラップをSEAMO、ボーカルを中林がつとめている。サウンドプロデュースはスケボーキングのSHUYAによるもの。中林のアルバムに収録しているものはないが、SEAMOのベストアルバム『コラボ伝説』には収録されており、初回限定盤にはPVも収録されている。
- 2曲目「Cry a little」は、テレビアニメ『ラブゲッCHU 〜ミラクル声優白書〜』のエンディングテーマとして使用された。
- 3曲目「baby, maybe」は、中林が15歳の時に初めてレコーディングをした楽曲である。
- 次作「キミシニタモウコトナカレ」以降からMay'nとしてリリースしたため、中林名義では本作が最後となる。

## 収録曲
1. Fallin' in or Not feat.SEAMO [4:32]
作詞：藤林聖子・SEAMO、作曲：Sin、SHUYA、編曲：SHUYA
2. Cry a little [4:08]
作詞：藤林聖子、作曲・編曲：今井大介
3. baby, maybe [4:30]
作詞：H.U.B.、作曲：Sin、編曲：Cobra Endo・DAVID HUFF
4. Fallin' in or Not feat.SEAMO （Instrumental）

## タイアップ
| 曲名                         | タイアップ                                                               |
| ---------------------------- | ------------------------------------------------------------------------ |
| Fallin' in or Not feat.SEAMO | TBS系『COUNT DOWN TV』オープニングテーマ                                 |
| Fallin' in or Not feat.SEAMO | いろメロミックスDXテレビCMソング                                         |
| Cry a little                 | テレビ東京系アニメ『ラブゲッCHU 〜ミラクル声優白書〜』エンディングテーマ |